# Rodrigo Reina Liceaga
Rodrigo Reina Liceaga (Naucalpan de Juárez, Estado de México, 14 de enero de 1973) fue funcionario público y político mexicano, militante del Partido Revolucionario Institucional. Se ha desempeñado como diputado federal por el XXI Distrito Federal del Estado de México en la LXI Legislatura del Congreso de la Unión de México, en abril del 2012 fue nombrado por el Comité Nacional del PRI como Delegado especial con funciones de Secretario General del PRI en el estado de México para la elección del entonces candidato a la Presidencia de México Enrique Peña Nieto, en agosto de 2012 se integró como Coordinado de Salud en el equipo de transición del Presidente Electo Enrique Peña, para en diciembre del mismo año asumir el cargo de Titular de la Unidad Coordinadora de Vinculación y Participación social en la Secretaría de Salud Federal, en agosto del 2014 de integró como Vicepresidente de Delegaciones en la CONDUCEF, en agosto del 2015 se integró como Jefe de Apoyo Técnico en la Secretario de Hacienda con el entonces Secretario Luis Videgaray y siendo ratificado en 2016 por el Secretario José Antonio Meade, en el 2017 se integró como director general de Coordinación Política en la Secretaría de Relaciones Exteriores. cargo que dejó en enero del 2018.

## Estudios
Rodrigo Reina Liceaga es exalumno del Colegio Cristóbal Colón en Lomas Verdes, se tituló como licenciado en Administración de Empresas, egresado de la Universidad del Valle de México, con un diplomado en administración clínico-hospitalaria por la Universidad Iberoamericana.

## Trayectoria Profesional
Militante del Partido Revolucionario Institucional desde el año 2003, donde ha ocupado diversos cargos al interior del partido y de representación popular en la Cámara de Diputados, así como puestos en el servicio público.
Diputado Federal
En el año 2009 fue elegido Diputado Federal bajo el principio de mayoría relativa para representar al XXI Distrito Federal del Estado de México correspondiente al municipio de Naucalpan para la LXI Legislatura del Congreso de la Unión. Fungió como Vicecoordinador de debate y seguimiento en el pleno del grupo parlamentario del Partido Revolucionario Institucional y secretario de la Comisión de Salud. También, fue integrante de las comisiones de Presupuesto y Cuenta Pública, Distrito Federal y de la Especial para dar Seguimiento a las Agresiones a Periodistas y Medios de Comunicación.
En el año 2012 es designado Delegado Especial del Comité Ejecutivo Nacional con funciones de Secretario General del Partido Revolucionario Institucional del Estado de México , durante la campaña del entonces candidato presidencial, Licenciado Enrique Peña Nieto. 
Servicio Público
En el 2012 fue nombrado Coordinador de Salud del equipo de transición del Presidente Electo, Enrique Peña Nieto. 
En diciembre de ese mismo año tomó posesión como Titular de la Unidad Coordinadora de Vinculación y Participación Social de la Secretaría de Salud.Misma que tiene bajo su responsabilidad diversas áreas estratégicas como:
·      El Secretariado Técnico del Consejo Nacional de Salud; órgano rector de la Secretaría de Salud Federal con las Secretarías Estatales del país.
·      La Dirección General de Relaciones Internacionales; en donde tuvo la oportunidad de pertenecer por dos años al Consejo Ejecutivo de la Organización Mundial de la Salud como de Delegado de México ante ese órgano en Ginebra, Suiza. Y ante la Organización Panamericana de la Salud en Washington, EU.
·      La Dirección General Adjunta de Coordinación de Proyectos Estratégicos; donde celebró convenios con la NFL para la campaña de cáncer de mama entre otras.
·      La Dirección General Adjunta de Vinculación Social, llevando la relación de la Secretaría de Salud con la Cámara de Diputados (México) y Senado de México del Congreso de la Unión.
·      La Dirección General Adjunta de Coordinación de los Sistemas Estatales de Salud, responsable de los órganos desconcentrado en Salud de las entidades.
En agosto de 2014 fue asignado como Vicepresidente de Delegaciones en la Comisión Nacional para la Protección y Defensa de los Usuarios de Servicios Financieros (Condusef). Un año después el entonces titular de la Secretaría de Hacienda y Crédito Público, Luis Videgaray Caso, lo incorpora a su equipo como Jefe de la Unidad de Apoyo Técnico de la Oficina del Secretario y en septiembre de 2016 lo ratifica en el cargo el José Antonio Meade Kuribreña. En febrero de 2017 por se integra al personal del Canciller Luis Videgaray donde se desempeños como director general de Coordinación Política en la Secretaría de Relaciones Exteriores teniendo la responsabilidad de la relación con el Senado de la república donde se presentan los perfiles de Embajadores y Cónsules generales que el presidente designa en representación fuera de nuestro país, con la Cámara de Diputados y la relación con las oficinas internacionales de Estados y Municipios de México para hermanamientos con Subgobiernos de otros países.
En el 2018 fue candidato a Presidente Municipal por Municipio de Naucalpan de Juárez, municipio del que es originario, no siendo favorecido con el voto ciudadano.
Actualmente es socio en el Despacho MAAT Consultores firma dedicada a la gestión de networking, asesoría sobre gestión de trámites con los diferencies niveles de gobierno, asuntos de consultoría social en proyectos tanto en el tema de Salud privada para la industria farmacéutica de innovación, así como para los Sistemas de Salud pública llevando a cabo conferencias y pláticas sobre estos temas. 